# El Salvadors ambassad i Stockholm
El Salvadors ambassad i Stockholm är El Salvadors diplomatiska representation i Sverige. Ambassadör sedan 2020 är Patricia Nathaly Godínez Aguillón. Ambassaden är belägen på Lidingö på Herserudsvägen 5.

## Beskickningschefer
| Namn                              | Period    | Funktion   | Anmärkning |
| --------------------------------- | --------- | ---------- | ---------- |
| Martin Rivera Gómez               | 2004–2015 | Ambassadör |            |
| Anita Cristina Escher             | 2015–2020 | Ambassadör |            |
| Patricia Nathaly Godínez Aguillón | 2020–     | Ambassadör |            |